# Матола
Матола (порт. Matola) — місто на півдні Мозамбіку, адміністративний центр провінції Мапуту. Знаходиться за 12 км на захід від столиці країни, Мапуту. Населення за даними перепису 2007 року становить 675 422 людини.

## Географія
Через муніципалітет Матола протікає однойменна річка, що впадає в затоку Мапуту. Саме місто розташоване на березі затоки.

## Економіка

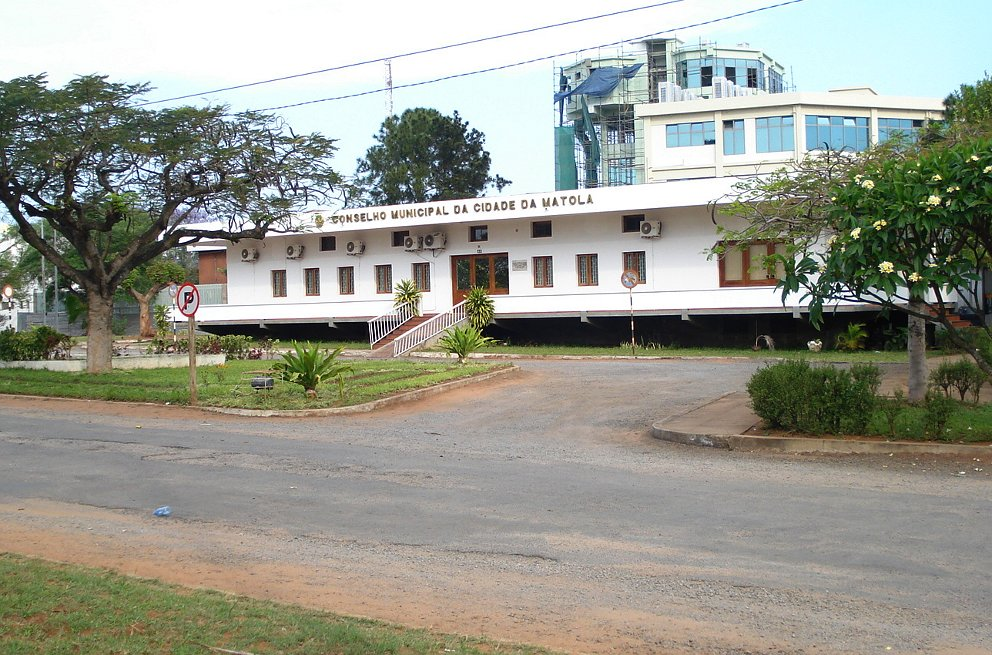
Незавершений будинок муніципального Ради Матола, 2010 рік.

Матола є важливим промисловим центром. Через її порт на експорт вивозяться хром, залізо та інші корисні копалини з Есватіні, ПАР, Зімбабве, Ботсвани і Замбії. Навколо порту діють підприємства самого різного профілю, у тому числі, сталеплавильні та нафтохімічні заводи, шахти, кар'єри, а також плантації, на яких вирощуються різні фрукти, банани, тютюн і цукрова тростина. Також розвинене виробництво мила і цемента. Працює один із найбільших в Мозамбіку заводів з виробництва алюмінію. Виробництвом і прокладкою ліній газопроводів займається місцева компанія Matola Gas Company.

## Транспорт
Матола належить до південного сегмента мережі «Мозамбіцьких портів і залізниць».

## Населення
Для Матола, як і для багатьох інших африканських міст, властиві високі темпи приросту населення.
| Рік перепису | Населення |
| ------------ | --------- |
| 1997         | 440 927   |
| 2007         | 675 422   |